# 拉莫娜·文策尔
拉莫娜·文策尔（德語：Ramona Wenzel，1963年1月25日—），德国女子跳水运动员。她曾代表东德参加1980年夏季奥林匹克运动会跳水比赛，获得女子个人十米跳台第四名。